# تنكو شيخ بانت كولو
تنكو شيخ الحاج محمد بانت كولو (Teungku Chik Haji Muhammad Pante Kulu) كان عالما كبيرا في آتشيه وصاحب العمل الأدبي الحربي الشهير «حكاية برانغ سابي». ولد في سنة 1251 هـ (1836 م) في قرية بانت كولو، تيتاو، بمدينة بيدي، آتشيه في عائلة من العلماء ذات علاقة قرابة مع مجموعة من علماء تيرو.

## السيرة الذاتية

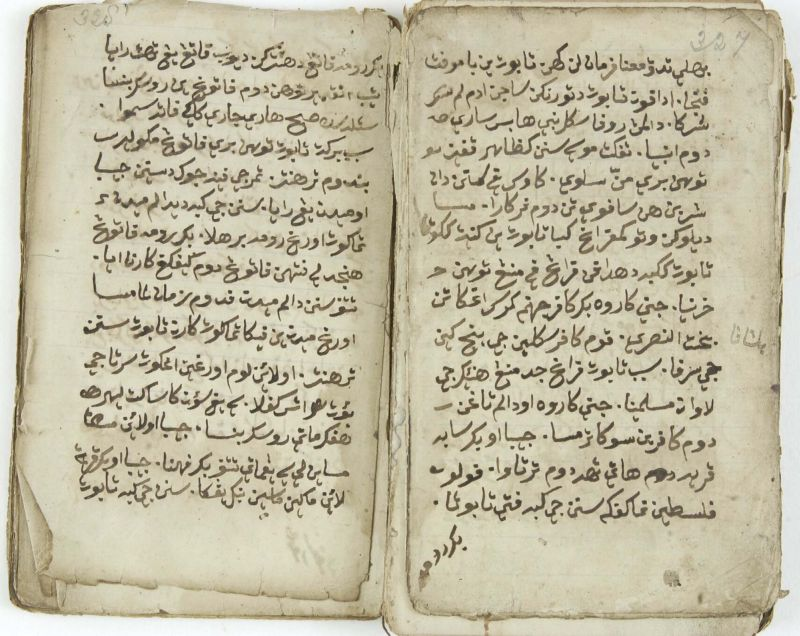
حكاية برانغ سابي، عمل أدبي حربي لتشجيع مقاومة شعب آتشيه ضد الهولنديين

بعد تعلم القرآن وعلوم الدين الإسلامي بلغة جاوي (الملايو)، وتابع دروسه في زاوية تيرو بقيادة تنكو حاجي شيخ محمد أمين شيخ تيرو البارز الذي عاد مؤخرا من أداء الحج في مكة المكرمة، وله شعبية كبيرة جدا في آتشيه. وقضي بالدراسة عدة سنوات حتي أتقن اللغة العربية وأنهى دراسة بعض كتب العلوم المعرفية حتى حصل على لقب Teungku Rangkang (مدرس مساعد). ثم بإذن من المعلم تنكو حاجي شيخ محمد أمين تابع دراسته في مكة أثناء الحج. وفي مكة المكرمة تعمق في علوم الدين والعلوم الأخرى مثل التاريخ، المنطق، الفلسفة، الأدب. بالإضافة إلى الدراسة عقد علاقة مع القادة الإسلاميين الذين يأتون من مختلف أنحاء العالم.
إن صحوة العالم الإسلامي التي رددتها الحركة الوهابية بقيادة العالم الكبير محمد بن عبد الوهاب وحركة الإصلاح التي بدأها جمال الدين الأفغاني تركت تأثيرا عميقا جدا في روحه. كان مولعا جدا من قراءة كتب الشعر العربي، وخاصة أعمال شعراء الحرب في أيام الرسول، مثل حسان بن ثابت، عبدالله بن مالك وكعب بن زهير. 
بالإضافة إلى قراءة كتب ودواوين الشعر، فقد درس تاريخ أبطال الإسلام الشهيرة، مثل خالد بن الوليد، عمر بن الخطاب، حمزة بن عبد المطلب، أسامة بن زيد بن حارثة، طارق بن زياد وغيرهم. بعد أربع سنوات من العيش في مكة، كان قد أصبح عالما كبيرا له الحق في استخدام لقب الشيخ كتابع لاسمه وبذلك أصبح Teungku Chik (المعلم الكبير).

## حرب اتشيه

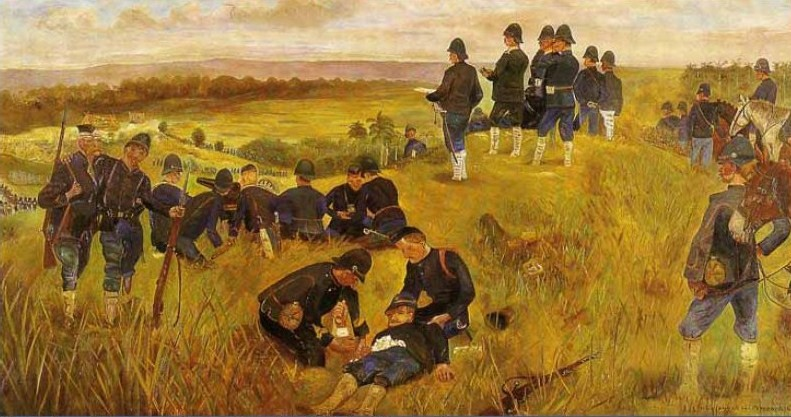
تأثير مذهل لحكاية برانغ سابي في حرب آتشيه واضح جدا في هجوم شعب آتشيه، سواء من الأفراد والجماعات ضد الهولنديين. في الصورة تظهر جنود هولندا الذين قتلوا في الهجوم على قرية باتع ايلي عام 1907.

في وقت إشتعال حرب آتشيه نتيجة العدوان الهولندي، كان تنكو شيخ الحاج محمد بانت كولو في مكة المكرمة. كوطني صاغ التاريخ حياة أبطال الإسلام المشاهير، ثم قرر العودة إلى بلده آتشيه للمشاركة في المعركة مع العلماء والقادة وكذلك شعب آتشيه. كان عزمه لا يمكن كبحه، بعد سماعه أن أحد من أصدقائه وهو تنكو شيخ تيرو محمد سامان قد تم تكليفه من قبل الحكومة لقيادة حرب ضخمه ضد جنود الاستعمار الهولندي. تقريبا نهاية العام 1881 م تنكو شيخ الحاج محمد بانت كولو ترك مكة متوجها إلى أرض آتشيه.
في رحلة العودة، على متن السفينة بين جدة إلى بينانغ، استطاع أن يؤلف العمل الأدبي ذو القيمة الكبيرة جدا، وهي حكاية برانغ سابي، كمساهمة في إيقاظ روح الجهاد ضد الهولنديين. الذي شجعه على أن يؤلف القصيدة التاريخية حكاية برانغ سابي هو علمه حول مدى تأثير قصائد الشاعر حسان بن ثابت في إثارة روح الجهاد على المسلمين في زمن الرسول.
حكاية برانغ سابي تأليف تنكو شيخ الحاج محمد بانت كولو هو في شكل الشعر تتكون من أربعة قصص، والتي على الرغم أنها وهمية ولكنها على أساس التاريخ. القصص الأربعة هي: قصة أنول مارديا (Ainul Mardliyah)، قصة جيش الفيل وقصة سعيد السالمى وقصة محمد أمين (عبد ميت يعود حيا)
عند وصوله إلي آتشيه عرض هذا العمل الأدبي الثمين علي تنكو شيخ تيرو في احتفال مهيب في مدينة أنوك جالونغ. وفقا لعبد الله عارف «بالإضافة لحكاية برانغ سابي، لا يزال هناك المزيد من أعمال لتنكو تشيك بانت كولو، إما في شكل النثر أو الشعر، سواء بلغة الملايو الجاوية أو باللغة آتشيه نفسها، ولكنها ليست منتشرة علي نطاق واسع.»
تنكو شيخ محمد بانت كولو له زوجتان، الأولي قادمة من قرية تيتاو، بمدينة بيدي، في حين أن الزوجة الثانية السيدة عائشة جاءت من قرية غروت، إندرا بوري، مديرية اتشيه بيسار. لديه ابن من زوجته الأولى الذي انضم في وقت لاحق وقاتل كمجاهد في اتشيه بيسار. بعد انضمام تنكو شيخ تيرو في المعركة مع سلاحه حكاية برانغ سابي، ثم تنكو شيخ محمد بانت كولو وافته المنية في لام ليوت، اندرابوري، مديرية اتشيه بيسار ودفن هناك.

## المصدر
1. ↑  ما سبب صمود شعب آتشيه في القتال لعقود ضد عدوان هولندا (بالإندونيسية) نسخة محفوظة 25 نوفمبر 2016 على موقع واي باك مشين.
2. 1 2  كالمرجع السابق نسخة محفوظة 25 نوفمبر 2016 على موقع واي باك مشين.

- علي هاشمي. 1977. ما سبب صمود شعب آتشيه في القتال لعقود ضد عدوان هولندا. جاكرتا: بولان بنتانج. ص 49